# Persoonia virgata
Persoonia virgata (лат.) — кустарник, вид рода Персоония (Persoonia) семейства Протейные (Proteaceae), эндемик прибрежных районов восточной Австралии. Прямостоячий куст с гладкой корой, опушёнными молодыми ветвями, линейными или узкими лопаткообразными листьями и жёлтыми цветками, растущими группами до семидесяти пяти на цветоносном побеге.

## Ботаническое описание
Persoonia virgata — обычно прямостоячий, реже распростёртый куст высотой 0,5-4 м с гладкой корой и ветвями, покрытыми беловатыми или сероватыми волосками в молодом возрасте. Листья от линейных до узких лопаткообразных, 20-50 мм в длину и 1-2 мм в ширину. Цветки расположены группами до семидесяти пяти на цветоносном побеге длиной до 230 мм, который продолжает расти после цветения как листовой побег. Каждый цветок находится на цветоножке 4-9 мм длиной с листочком у основания. Листочки околоцветника жёлтые, 4-9 мм в длину и гладкие. Цветёт в основном с декабря по март.

## Таксономия
Впервые вид был официально описан в 1830 году Робертом Броуном в Transactions of the Linnean Society of London, по образцам, собранным около мыса Сэнди (остров Фрейзер).

## Распространение и местообитание
Persoonia virgata — эндемик австралийских штатов Новый Южный Уэльс и Квинсленд. Растёт в редколесье и лесах, в основном на старых песчаных дюнах в прибрежных районах между заливом Шоулуотер в Квинсленде и Форстером в Новом Южном Уэльсе.